# Elaphropus nebulosus
Elaphropus nebulosus är en skalbaggsart som beskrevs av Maximilien de Chaudoir. Elaphropus nebulosus ingår i släktet Elaphropus och familjen jordlöpare. Inga underarter finns listade i Catalogue of Life.